# Polychrysia intractata
Polychrysia intractata är en fjärilsart som beskrevs av Otto Staudinger 1888. Polychrysia intractata ingår i släktet Polychrysia och familjen nattflyn. Inga underarter finns listade i Catalogue of Life.